# Balthasar Woll
Balthasar Bobby Woll (1 de septiembre de 1922 - 18 de marzo de 1996) era un SS-Oberscharführer de las Waffen SS condecorado con la Cruz de Caballero de la Cruz de Hierro. Nació en  Saarland el 1 de marzo de 1922.

## Biografía
Tras aprender el oficio de electricista, se alistó como voluntario en las Waffen SS el 15 de agosto de 1941.
Fue asignado ametralladorista de la 3.ª Compañía del 1º Regimiento de Infantería de la 3.ª División SS Totenkopf. Resultó herido durante los combates en la Bolsa de Demyansk y enviado a un hospital en Alemania.
Mientras se recuperaba, se le entregó la Cruz de Hierro de 2.ª clase y la Medalla de herido en julio de 1942.
Luego de reponerse entrenó como artillero de tanque y a fines de 1942 se lo envió a la 13º Compañía de Tanques Pesados del 1º Regimiento Panzer de la 1.ª División SS Leibstandarte SS Adolf Hitler, donde conoció al comandante de su tanque, Michael Wittmann.
Para el momento de la Batalla de Kursk estaban entre las mejores tripulaciones de la División, y en septiembre de 1943 recibió la Cruz de Hierro de primera clase, habiendo destruido 80 blindados y 107 cañones antitanque.
Se le entregó la Cruz de Caballero de la Cruz de Hierro en enero de 1944 (único artillero de tanque en recibir esta medalla) y en octubre del mismo año fue ascendido a SS-Oberscharführer.
Cuando Wittmann murió en combate, el 8 de agosto de 1944, Bobby Woll comandaba su propio tanque; fue gravemente herido, pero sobrevivió a la guerra.

## Otras referencias
- Kurowski, Franz. Panzer Aces
- Agte, Patrick. Michael Wittmann and the Waffen SS Tiger Commanders of the Leibstandarte
- Fey, Will y Henschler, Henry. Armor Battles of the Waffen-SS, 1943-45